# Agostino Zorzato
Agostino Zorzato (Solesino, 5 marzo 1920 – Rovigo, 1983) è stato un politico italiano.

## Biografia
Medico, abbracciò fin da giovane i principi del cattolicesimo sociale. Esponente democristiano e guida del CLN di Solesino (PD), fu sindaco del centro della bassa padovana tra il 1951 e il 1956, anno in cui venne eletto in consiglio comunale a Rovigo. Fu eletto sindaco una prima volta per una coalizione Dc-Psdi e poi confermato nel 1960 e nel 1964, quando la maggioranza fu allargata anche al Psi. È stato sindaco di Rovigo per tre legislature, dal 1956 al 1970. Nel 1970, nonostante la Dc gli avesse confermato il ruolo di capolista, decise di non ricandidarsi per problemi di salute. Venne insignito di medaglia d'oro da parte dell'amministrazione del capoluogo nel 1971 e morì nel 1983.